# Vlkanov, Havlíčkův Brod
Vlkanov là một làng thuộc huyện Havlíčkův Brod, vùng Vysočina, Cộng hòa Séc.